# 정부통신본부
정부통신본부(政府通信本部, 영어: Government Communications Headquarters; GCHQ)는 신호 정보를 담당하는 영국의 정보 기관이다. 영국 정부와 군대의 정보 보증을 담당하는 보안 기관의 역할도 수행한다. 본부 건물은 첼트넘의 교외에 있으며 그 모양을 따서 도넛이라는 별명으로 부른다. 정보청 보안부(MI5)나 비밀정보부(MI6), 국방정보부(DI) 등의 다른 정보 기관처럼 공식적으로 합동 정보 위원회의 지시를 받는다. 영국 외무장관의 책임 아래 있으나 외무부에 속하지는 않으며, 본부장은 사무차관의 지위에 있다.
초기에는 제 1차 세계 대전 직후 "정부 암호 연구소"(영어: Government Code and Cypher School; GC&CS)라는 이름으로 설립되었으며, 1946년에 현재의 명칭으로 바뀌었다. 제 2차 세계 대전 동안에는 블레츨리 파크에 위치하여 독일의 에니그마 암호를 해독한 것으로 유명하다. 현재는 두개의 주요 부서로 구성되어 있는데, 하나는 정보 수집을 담당하는 부서(CSO)이고 다른 부서는 영국 내의 통신 보안을 담당하는 부서(CESG)이다. 합동전문용어지원청(영어: Joint Technical Language Service; JTLS)라는 작은 부서도 있는데, 주로 정부 기관에 대해 전문 용어의 번역 및 해석 지원을 담당하는 범정부적 조직이다. 운영상의 목적으로 같은 건물에 상주해 있다.
2013년, 미국 국가안보국의 전 직원이던 에드워드 스노든의 폭로로 인해 언론의 주목을 받았다. 폭로 내용은 정부통신본부가 템포라라는 프로그램을 통해 영국내의 인터넷 통신 및 전화 통화 데이터를 수집해 왔다는 것이었다. 스노든의 폭로는 이후 다른 대량 감시(global surveillance)의 폭로를 촉발시켰다.

## 구조
영국 정부통신본부는 본부장 제레미 플레밍과, 전무 이사와 사외 이사로 구성된 이사회가 운영한다. 이사회의 지시를 받는 업무는 다음과 같다.
- 신호 정보 임무 : 수학, 암호해독학, 정보 기술, 컴퓨터 시스템, 언어, 번역에 관련된 신호 정보 및 첩보 분석 요원에 관련된 정보
- 기업 : 응용 연구, 유망 기술, 공동 지식, 정보 시스템, 바이오메트릭스
- 기업 운영 : 기업 자원 계획, 인적 자원, 내부 감사, 아키텍처
- 전자 통신(C-E) 보안 그룹

## 역사

### 정부 암호 연구소 (GC&CS)
제1차 세계대전 동안 영국 육군과 해군은 각각 MI1b, NID25(40호실)라는 독립된 신호 정보 기관을 운영했다. 세계 대전이 끝나자 정부 비밀 서비스 위원회의 위원장 커즌 경은 평시에 암호 해독을 담당할 기관을 설립할 것을 권고했고 당시 영국 해군 정보국 국장이던 휴 싱클래어가 그 일을 맡았다. 싱클레어는 NID25와 MI1b의 구성원을 모아 대략 25-30명의 장교와 비슷한 수의 사무 직원으로 구성된 새로운 기관을 만들었다. 정부 암호 연구소(Government Code and Cypher School, GC&CS)라는 이름이 붙여지고 NID25의 구성원이던 알라스테어 데니스턴 중령이 운영 책임자로 임명되었다. 공식 설립 날짜는 1919년 11월 1일이었다. 초기에는 런던 어델피 워터게이트 하우스에 위치하여 해군성의 지휘를 받았다.  대중에 알려진 업무는 "모든 국내 정부 부서의 암호 보안에 대해 조언하고 돕는 일"이었으나 비밀 지시로 "외국 세력들의 보안 통신에 사용되는 암호 방식을 연구하는 일"도 수행했다.

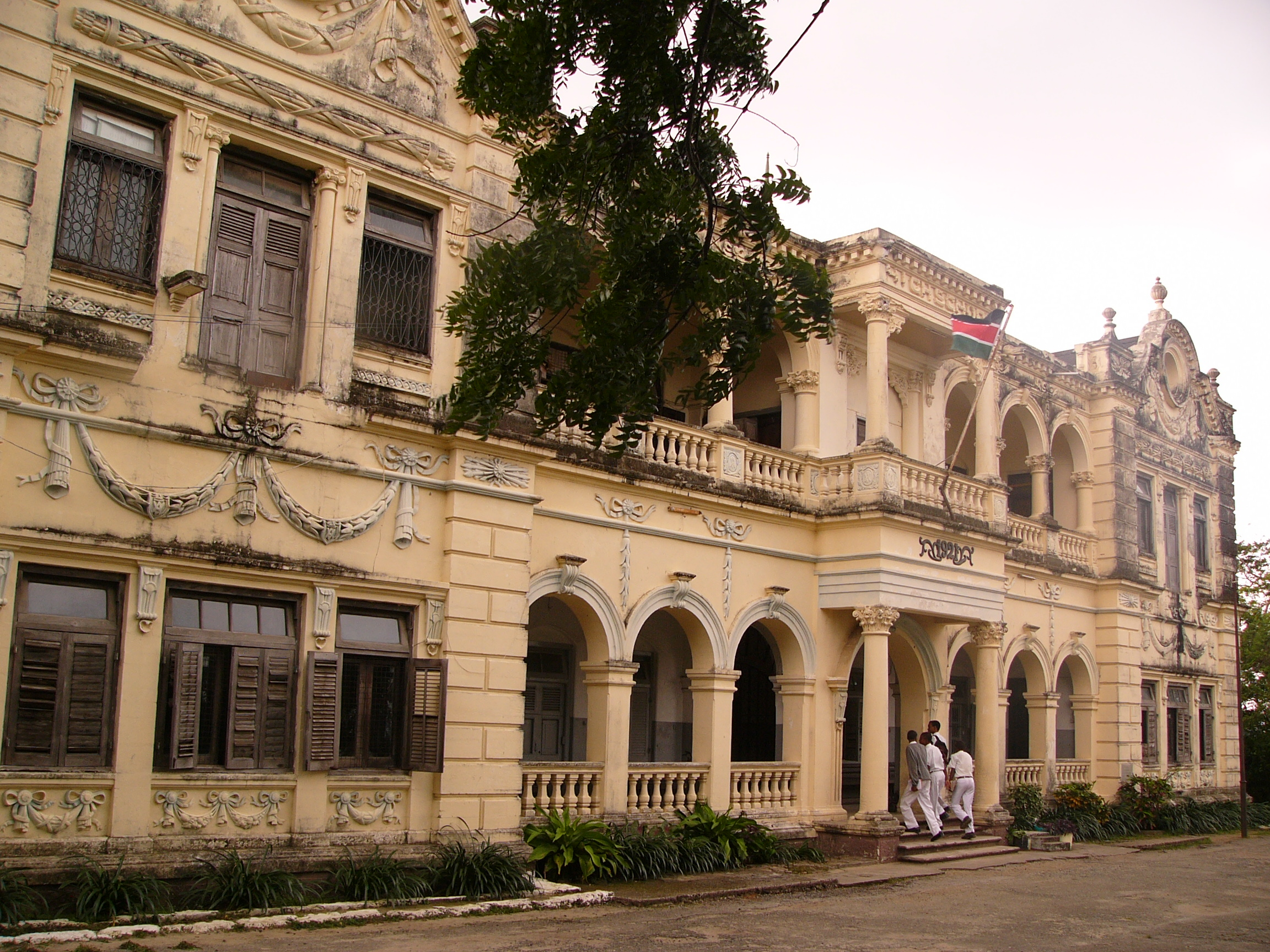
제2차 세계 대전 동안 영국 "킬린디니" 암호해독 지부가 있던 몸바사의 알리디나 비스람 연구소. 2006년에 촬영되었다.

제2차 세계 대전 이전의 정부 암호 연구소는 비교적 작은 부서였다. 1922년 경, 정부 암호 연구소는 주로 외교 분야의 통신 보안을 담당하고 있었는데, "(다른 부서로) 유통되어도 되는 통신 내용은 없다"고 하여 커즌 경에 의해 해군성에서 외무부로 옮겨졌다. GC&CS의 책임자이던 휴 싱클래어는 비밀정보부 부장도 겸임하고 있었으며, 1925년에는 두 조직이 세인트 제임시즈 공원 맞은편에 있는 브로드웨이 빌딩의 서로 다른 층으로 옮겨져 같은 건물을 사용하게 되었다. GC&CS에서 해독된 메시지들은 파란 표지의 파일(blue-jacketed files)에 넣어 배포되었는데 이후 "BJs"라는 약칭으로 불렸다.
1920년대 들어 GC&CS는 소련의 외교 통신 내용을 성공적으로 해독해내고 있었으나, 소련의 비밀스런 지원을 받는 총파업이 일어나고 체제 전복적인 선전이 확산되면서 1927년 5월에 영국 수상 스탠리 볼드윈이 해독 내용을 대중에 공개했다.
제2차 세계 대전 동안에는 주로 밀턴케인스에 있는 블레츨리 파크에 위치하여 독일의 에니그마 기계와 로렌츠 암호 뿐만 아니라 수많은 암호 체계를 해독하는 일을 했다. 1940년에는 150가지 이상의 암호 체계와 씨름하며 26개국의 외교 통신 내용을 해독하고자 애썼다. 상급 직원으로 알라스테어 데니스턴, 올리버 스트레이치, 딜리 녹스, 존 틸트먼, 에드워드 트라비스, 에른스트 페털레인, 조쉬 쿠퍼, 도널드 미치, 앨런 튜링, 존 클라크, 맥스 뉴먼, 윌리엄 텃, I. J. 굿, 피터 칼보코레시, 휴 포스가 있었다.
1935년에는 홍콩에 극동 연합 지부를 설치했고 1939년 싱가포르로 옮겼으며, 일본이 말레이 반도로 진군하면서 육군과 공군 암호해독자들이 인도 델리의 무선 실험 센터로 이동했다. 극동 연합 지부에 있던 해군 암호해독자들은 스리랑카의 콜롬보, 이후에는 케냐의 몸바사로 이동했다.
1946년 6월, 정부 암호 연구소는 "정부 통신 본부"(Government Communications Headquarters; GCHQ)로 명칭을 바꿨다.

### 제2차 세계 대전 이후
정부 통신 본부는 이스트코트에 자리 잡았으나, 1951년 현재의 첼트넘 외곽으로 본부를 옮겼다.

### 냉전 이후

#### 2000년대: 인터넷을 통한 정보 수집
2013년 10월, 35개국 정상의 아이폰이 도청되었다는 에드워드 스노든의 폭로로, 독일, 프랑스, 브라질 등이 미국에 항의하였다. 미국 NSA는 불런, 영국 GCHQ는 엣지힐이라는 프로그램을 개발하여, 아이폰을 도청할 수 있다고 보도되었다. 영국 GCHQ는 미국 NSA와 자주 공동사업을 추진하는 것으로 보도된다.

## 같이 보기
- NSA
- 에드워드 스노든
- 777사령부 - 한국의 GCHQ.

## 참고 문헌
- Aldrich, Richard J. (2010). 《GCHQ: The Uncensored Story of Britain's Most Secret Intelligence Agency》. HarperCollins. ISBN 978-0007278473.
- Johnson, John (1997). 《The Evolution of British Sigint: 1653–1939》. HMSO. ASIN B002ALSXTC.
- Kahn, David (1991). 《Seizing the Enigma: The Race to Break the German U-Boats Codes, 1939–1943》. Houghton Mifflin. ISBN 978-0395427392.
- Smith, Michael (2001). 〈GC&CS and the First Cold War〉.   Smith, Michael; Erskine, Ralph. 《Action This Day: Bletchley Park from the Breaking of the Enigma Code to the Birth of the Modern Computer》. Bantam Press. ISBN 978-0593049105.